# Fredy Guarín
Pour les articles homonymes, voir Freddy et Guarin.
 (juillet 2014).
Si vous disposez d'ouvrages ou d'articles de référence ou si vous connaissez des sites web de qualité traitant du thème abordé ici, merci de compléter l'article en donnant les références utiles à sa vérifiabilité et en les liant à la section « Notes et références ».
Fredy Alejandro Guarín Vázquez, né le 30 juin 1986 à Puerto Boyacá (Colombie), est un ancien footballeur colombien, qui évoluait au poste de milieu relayeur. Au cours de sa carrière il évolua à l'Atlético Huila, à Envigado, à Boca Juniors, à l'AS Saint-Étienne, au Shanghai Shenhua et au FC Porto ainsi qu'en équipe de Colombie.
Guarín marque deux buts lors de ses trente-six sélections avec l'équipe de Colombie depuis 2006. Il participe à la Copa América en 2011 et à la Gold Cup en 2005 avec la Colombie.

## Biographie

### Vie privée
Fredy est marié à Andreína Del Pilar Fiallo Soto. Ils sont les parents de Daniel Alejandro Guarín Fiallo (né en mai 2005), et de Danna Fernanda Guarín Fiallo (née le 18 février 2011). Cette dernière, née à Porto, est de nationalité portugaise.
Depuis son passage à Envigado, il est surnommé Guaro, en référence à l'alcool plus populaire en Colombie. 

### Les débuts
Fredy Guarín pratique le football au collège Simón Bolívar dans sa ville de Puerto Boyacá. Il quitte cette ville avec sa famille très jeune pour aller s'installer à Tuluá, à la suite du décès de sa petite sœur. Ici il attire l'attention de l'équipe de la ville, Cortuluá, évoluant en Primera C, la troisième division colombienne. Peu après, il rejoint le Deportes Tolima puis l'Atlético Huila, ce dernier club qui lui offre, à 16 ans, son premier match professionnel en Primera A, le championnat de Colombie.

### Envigado FC (2003-2004)
Fredy poursuit ensuite sa formation avec le Envigado FC, club qu'il vient de rejoindre, il a 16 ans. Même s'il a déjà joué avec les professionnels dans son club précédent, c'est ici qu'il signera son premier contrat professionnel.
Il est alors attaquant mais son sélectionneur dans les équipes de jeunes, Eduardo Lara, le fait rapidement reculer au milieu de terrain. Il s'impose réellement lors de la saison 2004, il a tout juste 18 ans et aligne des performances prometteuses avec le Envigado FC. En 2005, son petit club de la banlieue sud-est de Medellín atteint pour la troisième fois de son Histoire, les demi-finales du Championnat de Colombie.

### Boca Juniors (2004-2007)
Lors de l'été 2005, Fabián Vargas recommande à son club d'alors, Boca Juniors, de suivre de plus près ce jeune colombien qui brille avec les sélections de jeunes. Il tape dans l'œil d'Alfio Basile, tout juste nommé entraîneur du plus titré des clubs argentins, et voit en lui le nouveau Freddy Rincón. Il est prêté un an par le Envigado FC, et passe ses 6 mois dans les équipes jeunes du club. Fredy a la possibilité de montrer son talent lors des matchs amicaux de pré-saison du championnat de fermeture 2006 en janvier 2006. Il sera très vite considéré comme ayant des qualités prometteuses mais ne jouera que deux matchs de championnat. L'aide de son compatriote Fabián Vargas lui sera très utile au sein de l'effectif.
Il fera sa première apparition officielle le 1er février 2006 lors du match à l'extérieur face à Rosario, victoire 2-1 des siens. Sa seconde et dernière apparition, il la fera lors de la défaite de son club, à domicile, face à San Lorenzo, dans le fameux stade de La Bombonera.
Participant à deux matchs dans ce Clausura 2006 remporté par Boca Juniors, il devient donc Champion d'Argentine.
A Boca Juniors, il aura eu la chance de côtoyer des joueurs reconnus comme le gardien international argentin Roberto Abbondanzieri, les défenseurs Daniel Díaz, Emiliano Insúa et Hugo Ibarra, les milieux Federico Insua, Sebastián Battaglia, Daniel Bilos et Fernando Gago ainsi que les attaquants Guillermo Barros Schelotto, Rodrigo Palacio ou encore Martín Palermo.

### AS Saint-Étienne (2006-2007)
Ayant peu joué lors de la saison 2005-2006 avec Boca Juniors, Fredy décide de quitter le club à la fin de son prêt mais ne souhaite par revenir en Colombie. Il fait le stage de pré-saison avec le club argentin d'Arsenal de Sarandi. Boca Juniors aimerait le faire signer définitivement mais la date fixée par les dirigeants d'Envigado pour lever l'option d'achat a été dépassée et l'affaire s'enlise.
Fredy est ensuite remarqué par un émissaire stéphanois, l'Argentin Omar da Fonseca qui a notamment découvert quelques années plus tôt, un Franco-Argentin totalement inconnu alors, un certain David Trezeguet. Il fait part aux dirigeants de son intérêt pour Fredy. Ces derniers obtiennent son prêt pour la saison 2006-2007 avec une option d'achat évaluée à 500 000 euros.
Il portera le numéro 10, comme son autre idole, Carlos Alberto Valderrama et devient ainsi le premier joueur colombien des Verts.
Fredy Guarín joue son premier match en Vert lors d'un match amical contre l'Espanyol Barcelone le 5 octobre 2006. Saint-Etienne s'impose 2-0 grâce à un doublé de Guarín. 
Après ces débuts prometteurs, Ivan Hasek, l'entraîneur d'alors, le titularise dès le match suivant, en partie à cause des forfaits conjugués de Julien Sablé et Christophe Landrin dans l'entrejeu stéphanois.
Guarín joue donc son premier match officiel lors du derby Olympique lyonnais-AS Saint-Étienne, le 14 octobre 2006. 
Le 17 mars 2007, Guarín marque son premier but officiel en Ligue 1 lors du match AS Saint-Étienne-Troyes à la 49e minute, et d'une frappe du pied droit. Les Verts l'emportent 3-1 devant leur public.
Le bilan de sa première saison reste néanmoins insuffisant avec seulement 18 matchs (8 comme titulaire) pour 1 but en Ligue 1, 2 matchs en Coupe de la Ligue et 1 match en Coupe de France. Ce qui n'empêche pas Ivan Hasek de voir tout le potentiel du jeune Colombien, il décide alors de lever l'option d'achat auprès du club d'Envigado. Guarin signe alors un contrat de 4 saisons avec l'AS Saint-Étienne pour 500 000 euros.

### AS Saint-Étienne (2007-2008)
La deuxième saison de Guarín en Vert débute sous les ordres de Laurent Roussey, Ivan Hasek ayant été licencié à la suite de la mauvaise fin de saison du club.
Lors de la préparation d'avant-saison, Guarín marque un but contre Évian TG. Les arrivées de Dimitri Payet et Blaise Matuidi à son poste ne lui permettent pas de s'imposer.
Il jouera de nouveau 18 matchs en Ligue 1 (seulement 6 comme titulaire, 0 but), 1 match en Coupe de la Ligue et 1 match en Coupe de France.
Sachant son avenir barré à l'AS Saint-Étienne, il obtient en fin de saison la permission de partir.
Malgré tout, il entrera dans l'histoire du club pour avoir fait partie de l'effectif qui termine à la 5e place du championnat et se qualifie donc pour la coupe UEFA, une première depuis 26 ans.
Son parcours dans le Forez se résume à 36 matchs pour un but marqué en Ligue 1, 3 matchs en Coupe de la Ligue et 2 matchs en Coupe de France.

### FC Porto (2008-2009)
Le 10 juillet 2008, Fredy Guarín signe un contrat de quatre ans en faveur du FC Porto, le transfert étant estimé à 1 million d'euros plus un joueur qui partira en prêt un an à Saint-Étienne, le Portugais Paulo Machado. Il portera le numéro 6.
Le 16 août 2008, il fait ses débuts lors du match FC Porto-Sporting CP en finale de la Supercoupe du Portugal. Guarín est titulaire mais la rencontre se termine par une défaite 2-0.
Il joue son premier match dans le Championnat du Portugal de football le 24 août 2008, lors du match FC Porto-CF Belenenses, que son club remporte 2-0.
Il joue son premier match en Ligue des champions, le 30 septembre 2008 lors du match Arsenal FC-FC Porto à l'Emirates Stadium, match lors duquel son club repart avec une défaite 4-0. Lors de cette saison, il participera à deux autres matchs de Ligue des champions, lors de la victoire sur le Fenerbahçe SK (2-1 à l'extérieur) et lors du match retour face à Arsenal, victoire 2-0 au Estádio do Dragão.
Le 6 décembre 2008, lors du match Vitória Setúbal-FC Porto, il inscrit son premier but dans le Championnat du Portugal de football, victoire 3-0 des siens.
Il marque de nouveau deux buts en huitièmes de finale de la Coupe du Portugal de football contre les amateurs de la petite ville de Cinfães.
Le FC Porto est éliminé en quarts de finale de la Ligue des champions cette année-là mais Guarín ne prend pas part aux rencontres face à Manchester United.
Le FC Porto gagne ensuite la finale de la Coupe du Portugal de football contre Paços de Ferreira sur le score de 1-0, Fredy étant entré à 5 minutes du coup de sifflet final.
Lors de cette saison 2008-2009, Porto réalise le doublé Coupe-Championnat mais Guarín n'aura pas vraiment réussi à s'imposer comme un joueur indiscutable aux yeux de l'entraîneur Jesualdo Ferreira.
Il participera tout de même à 26 matchs toutes compétitions confondues, dont 15 matchs en Championnat (15 fois comme remplaçant pour un but), 3 en Ligue des champions, 3 en Coupe du Portugal (2 buts), 4 en Coupe de la Ligue et 1 en Supercoupe du Portugal. Son faible temps de jeu s'explique en partie par la présence du milieu brésilien Fernando, de l'international portugais Raúl Meireles, de l'Uruguayen Cristian Rodriguez, des Argentins Mariano González, Tomas Costa sans oublier l'indétrônable Lucho González.

### FC Porto (2009-2010)
Sa deuxième saison avec le club portugais semble la bonne pour enfin s'imposer de manière plus régulière dans le "onze". Lucho González s'en est allé défendre les couleurs de l'Olympique de Marseille, une place est à prendre au milieu. Le FC Porto est un club à reconstruire, en plus du milieu argentin, son compère Lisandro López s'est envolé pour l'Olympique lyonnais. Fernando Belluschi arrive pour compenser le départ du premier tandis que le compatriote de Guarín, Falcao García arrive pour remplacer le second en attaque.
Lors des matchs de pré-saison, Guarín marque un but lors de la victoire 3-0 de son club sur l'AS Monaco.
Ensuite, pour son premier match officiel de la saison, le 9 août 2009, il participe quelques minutes à la finale de la Supercoupe du Portugal lors de laquelle le FC Porto l'emporte 2-0 sur Paços de Ferreira.
Le 15 septembre 2009, à la surprise générale son entraîneur l'aligne d'entrée pour affronter Chelsea à Stamford Bridge. Guarín et ses coéquipiers perdront 1-0 sur un but de Nicolas Anelka.
Toujours en Ligue des champions, il prendra part aux matchs aller et retour contre Atlético de Madrid et l'APOEL Nicosie. Le FC Porto se qualifie pour les huitièmes de finale malgré une nouvelle défaite à domicile contre Chelsea.
En huitièmes, face à Arsenal, Guarín ne prend part qu'au match retour le 9 mars 2010 à l'Emirates Stadium. Porto s'incline 5-0 et il ne joue qu'un quart d'heure.
Le 6 mars 2010, lors du match FC Porto-SC Olhanense, il entre à 12 minutes de la fin pour dynamiser le milieu, son club étant mené 2-0 sur sa pelouse. Son compatriote Falcao marque le but du 2-1 très rapidement avant que Guarín n'égalise dans le temps additionnel d'une lourde frappe. Premier but de la saison !
Quelques semaines plus tard, le 23 mars 2010 son entraîneur l'aligne face à Rio Ave pour le compte des demi-finales de la Coupe du Portugal de football. À l'extérieur, Guarín marque le troisième but des visiteurs, victoire 3-1.
Ce dernier match aura été décisif pour la fin de saison du jeune colombien. Jesualdo Ferreira décide à ce moment-là d'en faire un titulaire et Guarín ne se fera pas prier pour ne plus quitter ce onze de départ qu'il a tant espéré ! De nouveau, le 28 mars 2010, il commence le match à l'extérieur face au CF Belenenses. Victoire nette et sans appel, il ne marque pas mais est décisif. S'ensuivront les matchs face au CS Marítimo le 3 avril 2010 (4-1, une passe décisive pour Falcao qui marquera une reprise de volée d'anthologie, plus beau but de la saison au Portugal), Rio Ave en demi-finales retour de la Coupe du Portugal de football (victoire 4-0, un but pour Fredy), Vitoria Setubal (victoire 5-2, un but pour Guarín).
Le 18 avril 2010, le FC Porto reçoit le Vitoria Guimarães, son grand ennemi du Nord. Victoire 3-0 à domicile. Guarín marque de nouveau, son troisième but en trois matchs (son cinquième sur les huit derniers matchs), et réalise une grande performance, Jesualdo Ferreira le remplaçant même sur la fin afin qu'il reçoive l'ovation du public.
Le FC Porto termine sa saison à une décevante troisième place en Championnat, manquant de peu la qualification pour la compétition européenne reine, la Ligue des champions, devant se contenter de la Ligue Europa. Cependant le FC Porto ajoute une nouvelle ligne à son palmarès en battant Chaves en finale de la Coupe du Portugal. Guarín ouvre le score lors de cette finale. 
Son agent, l'Argentin Marcelo Ferreyra, annonce le 12 mai 2010, qu'il a été convoqué par la direction du FC Porto. Guarín devrait prolonger son contrat de deux saisons, soit jusqu'en 2014 avec une revalorisation salariale à la clef.
Il aura joué un total de 34 matchs toutes compétitions confondues, dont 19 en Championnat (4 buts), 7 en Ligue des champions, 3 en Coupe du Portugal (3 buts), 4 en Coupe de la Ligue et 1 en Supercoupe du Portugal.

### FC Porto (2010-2011)
Guarín commence mal sa troisième saison au FC Porto. Il rentre de sélection blessé et manque une bonne partie de la préparation, ne prenant part qu'à un seul match amical, contre le Paris SG lors du tournoi de Paris 2010.
Durant le mercato estival, le FC Porto a notamment recruté quelques milieux de niveau international, ce qui impose à Guarín une très grosse concurrence. Peuvent être cités l'international portugais João Moutinho James Rodríguez. Raúl Meireles étant lui, parti sous d'autres cieux, à Liverpool. Aussi, le club a changé d'entraîneur : l'ancien adjoint de José Mourinho, André Villas-Boas, a été nommé à la tête de l'équipe.
Quelques jours plus tard, le 7 août 2010 a lieu la finale de la Supercoupe du Portugal contre Benfica. Guarín, qui a de nouveau rechuté physiquement, se retrouve dans les tribunes pour assister à la victoire des siens 2-0. 
Une semaine plus tard, le 14 août, Guarín participe au premier match de Championnat contre Naval. Victoire 1-0 à l'extérieur grâce à un but du Brésilien Hulk, Guarín fait la passe décisive. Match lors duquel, il se blesse de nouveau, pour un mois environ.
Guarín ne fait son retour à la compétition que le 30 septembre 2010, remplaçant l'Argentin Fernando Belluschi, sur la pelouse du club bulgare du CSKA Sofia en Ligue Europa. 
Le 15 octobre, sur le site officiel du FC Porto, Guarín annonce qu'un accord a été trouvé avec son club pour prolonger son contrat courant jusqu'en juin 2012, de deux saisons, soit jusqu'en 2014.
Le 16 octobre, il joue son premier match complet contre le petit club de Limianos en Coupe du Portugal. 
Le 21 octobre, il joue son premier match en Ligue Europa, les dix dernières minutes lors du déplacement de Porto sur la pelouse des Turcs de Beşiktaş JK.
Quelques jours plus tard, Guarín est titularisé lors du match retour face à Beşiktaş JK.
Vient ensuite le grand match tant attendu, le 7 novembre 2010 : Benfica se déplace sur le terrain du leader du Championnat. Guarín est de nouveau aligné et réalise une grosse performance au milieu, n'étant remplacé qu'à 3 minutes de la fin[réf. nécessaire]. Le FC Porto l'emporte sur un score historique, 5-0. Porto est leader avec 10 points d'avance sur son dauphin du jour, après seulement 10 journées.
Le 8 janvier 2011, Guarín marque un doublé face au Marítimo, victoire 4-1 en Championnat. Un de ses deux buts ce jour-là, une puissante frappe de 40 mètres, sera élu, « But européen de l'année » par le quotidien d'information britannique, The Guardian[réf. nécessaire]. Guarín, avec 47,2 % des votes, devance Wayne Rooney dans un classement qui comprenait également des joueurs comme Lionel Messi, Edinson Cavani, Eden Hazard ou Dejan Stanković.
En mars 2011, après avoir marqué successivement contre Leiria, Coimbra et Benfica, Guarín est élu « joueur du mois de mars 2011 » avec 20 % des suffrages, devançant au classement l'Argentin de Benfica, Nicolás Gaitán, ainsi que son partenaire de club, le Brésilien Hulk[réf. nécessaire].
Le 17 février 2011, en seizièmes de finale de la Ligue Europa, Guarín marque le but de la victoire sur la pelouse du FC Séville (1-2). Lors des huitièmes, il marque à l'aller et au retour face aux Russes du CSKA Moscou. Lors des quarts, il se distingue à nouveau lors du match retour en marquant sur la pelouse du Spartak Moscou.
Ensuite, il est une nouvelle fois décisif en demi-finale contre les Espagnols de Villarreal, en marquant le deuxième but d'une victoire qui se terminera sur le score de 5-1.
Le 18 mai 2011, il participe à la victoire du FC Porto en finale de la Ligue Europa contre le surprenant club de Braga. Il adresse à la 44e minute un centre pour Falcao qui reprend de la tête et marque l'unique but de la rencontre.
Après cette victoire, Guarín, ainsi que ses coéquipiers colombiens Falcao García et James Rodríguez, reçoivent un appel de Juan Manuel Santos, président de la République de Colombie, pour "les féliciter, et les remercier de représenter la Colombie avec tant de fierté, d'être des exemples pour le peuple colombien, tout en leur ayant apporté une énorme joie."[réf. nécessaire]
Quelques jours plus tard, le 22 mai, il remporte la Coupe du Portugal face au Vitoria Guimarães sur le score de 6-2.
Cette saison-là, il joue un total de 45 matchs toutes compétitions confondues, dont 22 en Championnat (5 buts), 14 en Ligue Europa (5 buts), 6 en Coupe du Portugal, 2 en Coupe de la Ligue et 1 en Supercoupe du Portugal.

### FC Porto (2011-2012)
André Villas-Boas s'en étant allé sous d'autres cieux à Chelsea, il est remplacé à la tête de l'équipe par Vítor Pereira. 
Guarín commence la saison face au Vitoria Guimarães en finale de la Supercoupe du Portugal. Victoire 2-1 et premier titre de la saison.
Le 26 août, il est titularisé contre le FC Barcelone en finale de la Supercoupe de l'UEFA. Défaite 2-0, Guarín prend même un carton rouge en fin de match.
Le 23 septembre 2011, Guarín, d'un magnifique coup franc, offre la passe décisive au Brésilien Kléber sur le premier but lors du grand classique Porto-Benfica, qui se termine sur le score de 2-2.
Le 2 octobre 2011, il marque son premier but de la saison lors d'une victoire à l'extérieur contre l'Académica Coimbra.
Fin janvier 2012, il est prêté 6 mois contre 1,5 M€ avec option d'achat de 11 M€ à l'Inter Milan. En juillet 2012, l'option est levée. Il y signe un contrat de quatre saisons.

### Inter Milan (2012-2016)
Le 31 janvier 2012, Fredy Guarín rejoint l'Inter Milan en prêt avec option d'achat. Le joueur arrive toutefois blessé. Touché au mollet, il est absent pour au moins un mois.
En juillet 2012, son option d'achat est levée et il signe un contrat de 4 ans avec l'Inter de Milan.
Guarin joue 6 matchs lors de sa première demi saison (janvier 2012 > juillet 2012) et n'a marqué aucun but.
Lors des saisons 2012 et 2013, il fait deux saisons pleines et joue à 64 reprises pour un total de 8 buts.
Pour la saison 2014, il joue régulièrement titulaire et a déjà marqué plus de buts que lors des saisons précédentes.

### Shanghai Shenhua (2016-2019)
Le 27 janvier 2016, il rejoint le Shanghai Shenhua contre environ 13 millions d'euros.

### Vasco da Gama (2019-2020)
En septembre 2019, libre depuis la fin de son contrat au Shanghai Shenhua, en juin, il signe un contrat court jusqu'en décembre 2019.
En septembre 2020, après de nombreux désaccords, il résilie son contrat avec le club brésilien.

### Millonarios (2020)
Le 31 décembre 2020, sans club depuis son départ du Brésil, il retourne en Colombie et s'engage avec les Millonarios. 

### Avec les équipes de jeunes de Colombie
Après avoir représenté son pays à tous les niveaux des sélections de jeunes, il est très vite considéré comme l'un des plus grands espoirs du football sud-américain. Il participe à la coupe du monde des moins de 17 ans en 2003 (quatrième place), des moins de 20 ans en 2003 également, à 17 ans et en 2005 à 19 ans (éliminé en huitièmes par l'Argentine). Il remporte aussi la Copa América des moins de 20 ans 2005 organisée en Colombie. Il a ensuite été le capitaine de l'équipe espoirs de Colombie.

### Avec l'équipe A de Colombie
Le 24 mai 2006, le sélectionneur de la Colombie, Reynaldo Rueda lui offre sa première sélection avec les A lors d'un déplacement en Équateur (1-1). Fredy a 19 ans.
Depuis, les sélectionneurs suivant (Jorge Luis Pinto : 2007-2008, et Eduardo Lara : 2008-2009) l'ont toujours sélectionné, mais il est devenu un titulaire indiscutable lors de la campagne pour les éliminatoires à la Coupe du monde de football de 2010, jouant 11 matchs. La Colombie ne s'est cependant pas qualifiée, terminant 7e, à un point de l'Uruguay, cinquième et dernier qualifié, et Eduardo Lara n'a donc pas été maintenu à son poste.
Le 4 mai 2010, c'est Hernán Darío Gómez qui le remplacera avec pour objectif d'emmener la Colombie à la Coupe du monde 2014 au Brésil.
El Bolillo Gómez sélectionne Fredy pour le match amical de la Colombie qui a lieu le 9 février 2011 au Stade Santiago Bernabéu face à l'Espagne, championne du monde en titre. Défaite 1-0.
Le 7 mars 2011, il marque son premier but en sélection, en ouvrant le score d'un puissant coup franc, lors d'un match amical entre la Colombie et l'Équateur (2-0), au stade Vicente Calderón.
Le 6 juin 2011, il est sélectionné par El Bolillo Gómez pour jouer la Copa América 2011 en Argentine.
- Lors de la Copa América 2011, la Colombie bat le Costa Rica 1-0, le 1er juillet. Le passeur décisif sur le but d'Adrián Ramos n'est autre que Fredy lui-même. Ensuite suivra un très bon match nul 0-0, le 7 juillet contre la sélection argentine. Et enfin de conclure cette phase de groupe par une victoire 2-0 sur la Bolivie.

Fredy a débuté tous les matchs et les « Cafeteros » terminent à la première place de leur groupe, se qualifiant pour les quarts de finale.

## Carrière

### Statistiques en club
| Année     | Équipe        | Championnat | Matchs | Buts | Passes déc. | Continental | Matchs | Buts |
| --------- | ------------- | ----------- | ------ | ---- | ----------- | ----------- | ------ | ---- |
| 2002-2002 | Huila         | Primera A   | 5      | 0    | -           | -           | -      | -    |
| 2003-2003 | Envigado      | Primera A   | 5      | 0    | -           | -           | -      | -    |
| 2004-2004 | Envigado      | Primera A   | 23     | 3    | -           | -           | -      | -    |
| 2005-2006 | Boca          | Division 1  | 2      | 0    | -           | -           | -      | -    |
| 2006-2007 | Saint-Etienne | Ligue 1     | 18     | 1    | 0           | -           | -      | -    |
| 2007-2008 | Saint-Etienne | Ligue 1     | 18     | 0    | 1           | -           | -      | -    |
| 2008-2009 | Porto         | Liga Sagres | 15     | 1    | 0           | C1          | 3      | 0    |
| 2009-2010 | Porto         | Liga Sagres | 19     | 4    | 2           | C1          | 7      | 0    |
| 2010-2011 | Porto         | Liga Sagres | 22     | 5    | 4           | C3          | 14     | 5    |
| 2011-2012 | Porto         | Liga Sagres | 7      | 1    | 1           | C1          | 0      | 0    |

Dernière mise à jour le 2 octobre 2011

### Statistiques en Équipe nationale
| Période | Pays     | Matchs/Buts     |
| 2006--  | Colombie | 36 matchs/1 but |

### Dates importantes
- Avec la Colombie
  - 1er match international : Équateur-Colombie (1-1), le 24 mai 2006.
  - 1er but international : Colombie-Équateur (2-0), le 7 mars 2011.
- Avec Boca
  - 1er match en Championnat d'Argentine : Rosario-Boca (1-2), le 1er février 2006.
- Avec Saint-Étienne
  - 1er match en Ligue 1 : Lyon-Saint-Etienne (2-1), le 14 octobre 2006.
  - 1er but en Ligue 1 : Saint-Étienne-Troyes (3-1), le 17 mars 2007.
- Avec Porto
  - 1er match en Liga Sagres : Porto-Belenenses (2-0), le 24 août 2008.
  - 1er match en Ligue des champions : Arsenal-Porto (4-0), le 30 septembre 2008.
  - 1er but en Liga Sagres : Setúbal-Porto (0-3), le 6 décembre 2008.
  - 1er match en Ligue Europa : CSKA Sofia-Porto (0-1) le 30 septembre 2010.
  - 1er but en Ligue Europa : Sevilla-Porto (1-2) le 17 février 2011.

## Palmarès

### En équipe nationale
- 36 sélections et 2 buts avec l'équipe de Colombie depuis 2006.

#### En équipe de jeunes
- Vainqueur de la Copa América des moins de 20 ans en 2005.
- Médaille d'or aux Jeux d'Amérique centrale et des Caraïbes en 2006.
- Troisième de la Coupe du monde des moins de 20 ans en 2003.

### Avec Boca Juniors
- Vainqueur du Championnat d'Argentine de football en 2006 (Tournoi de Clôture).

### Avec le FC Porto
- Vainqueur de la Ligue Europa en 2011.
- Vainqueur du Championnat du Portugal de football en 2009 et 2011.
- Vainqueur de la Coupe du Portugal de football en 2009, 2010 et 2011.
- Vainqueur de la Supercoupe du Portugal en 2010 et 2011.
- Finaliste de la Coupe de la Ligue portugaise de football en 2010.

### Distinctions individuelles
- Joueur du mois du Liga Sagres en mars 2011.
- But européen de l'année de la Saison 2010-2011, élu par le quotidien britannique The Guardian pour son but contre le Marítimo en Liga Sagres, le 8 janvier 2011.